# Josep Maria Roca i Heras
Josep Maria Roca i Heras (Barcelona, 23 de març de 1862 - Barcelona, 1 de maig de 1930) fou un metge i escriptor català, oncle de l'historiador, etnòleg i polític Josep Maria Batista i Roca.

## Biografia
Va néixer al carrer Caldes de Barcelona, fill del ferroviari Joan Roca i Vilà, natural de Granollers, i d'Antònia Heras i Albareda, natural de Sant Andreu de Palomar. Estudià medicina a la Universitat de Barcelona i assolí prestigi com a dermatòleg i sifilògraf. Treballà com a metge auxiliar a l'Hospital de la Santa Creu de Barcelona de 1890 a 1896. Com un dels principals membres de l'Acadèmia de Ciències Mèdiques de Catalunya i Balears, el 1898 hi llegí la primera comunicació en català (La sífilis a l'edat mitjana), impulsant l'ús del català en el camp de la medicina. Assistí a molts congressos internacionals i hi llegí comunicacions, presidí el tercer Congrés de Metges de Llengua Catalana (1919) i en el cinquè aportà un treball sobre l'Estudi General de Lleida. Tot això el convertí en una de les principals personalitats de la historiografia mèdica catalana.
Fou president de la Unió Catalanista, presidí l'Ateneu Barcelonès el 1908-1910 i el 1913-1915; fou membre de l'Acadèmia de Bones Lletres de Barcelona, de l'Acadèmia de la Llengua Catalana i del consell directiu dels jocs florals de Barcelona. Va escriure diversos treballs sobre medicina i història.
Es va casar amb Rosa Ciuró i Montañà (*-1942).

## Obres
- Lo "Regiment de pestilència i mortandat" de mestre Jacme d'Agramont (1910)
- Elogi de mestre Guillem Colteller, metge dels reis d'Aragó Pere III i Joan I (1912)
- La medicina catalana en temps del rei Martí (1919), publicat pel Butlletí del Centre Excursionista de Catalunya
- Ordinacions de l'Hospital General de la Santa Creu de Barcelona (1920)
- Joan I d'Aragó (1929)